# Trịnh Ngọc Thúy
Trịnh Ngọc Thúy (sinh ngày 19 tháng 1 năm 1967) là nữ thẩm phán và chính trị gia người Việt Nam. Bà hiện là đại biểu quốc hội Việt Nam khóa XIV nhiệm kì 2016-2021, thuộc đoàn đại biểu quốc hội Thành phố Hồ Chí Minh (đại diện Quận 2, Quận 9 và quận Thủ Đức). Bà hiện là Phó Chánh án Tòa án nhân dân Thành phố Hồ Chí Minh.

## Xuất thân
Trịnh Ngọc Thúy sinh ngày 19 tháng 1 năm 1967 quê quán ở Phường Phú Thạnh, quận Tân Phú, Thành phố Hồ Chí Minh. Bà hiện cư trú ở Số 404, lô A1 Chung cư 312 Lạc Long Quân, phường 5, quận 11, Thành phố Hồ Chí Minh.

## Giáo dục
- Giáo dục phổ thông: 12/12
- Đại học Luật
- Thạc sĩ Luật
- Cử nhân lí luận chính trị

## Sự nghiệp
Bà gia nhập Đảng Cộng sản Việt Nam vào ngày 22/10/1999.
Ngày 22 tháng 5 năm 2016, bà trúng cử đại biểu quốc hội Việt Nam ở đơn vị bầu cử số 7, Thành phố Hồ Chí Minh (gồm Quận 2, Quận 9 và quận Thủ Đức) với tỉ lệ 54,28% số phiếu.
Tại thời điểm trúng cử, bà là Ủy viên Ban Cán sự Đảng, Phó Bí thư Đảng ủy, Chủ nhiệm Ủy ban Kiểm tra Đảng ủy, Trưởng phòng Phòng Tổ chức - Cán bộ Tòa án nhân dân Thành phố Hồ Chí Minh, làm việc ở Tòa án nhân dân Thành phố Hồ Chí Minh.
Ngày 26 tháng 12 năm 2016, bà được Chánh án Tòa án nhân dân tối cao Nguyễn Hòa Bình bổ nhiệm giữ chức vụ Phó Chánh án Tòa án nhân dân Thành phố Hồ Chí Minh.